# Famille Menchikov
La famille Menchikov (russe : Меншиков) était une famille éteinte de la noblesse russe.

## Histoire
Menchikoff était une famille russe dont une branche est entrée dans la noblesse de Finlande.
Elle était la seule famille princière de la noblesse de Finlande et s'est éteinte en 1893 avec la mort de Vladimir Menchikov.
La famille Menchikov était l'une des plus influentes de Russie. Plusieurs de ses membres furent nommés à des fonctions prestigieuses au sein de l'empire dont le prince Alexandre Sergueïevitch Menchikov qui fut général durant la Guerre de Crimée.
Le fondateur de la famille Alexandre Danilovitch Menchikov fut quant à lui gouverneur général de Saint-Pétersbourg, prince du Saint-Empire, duc de Cosel (en Silésie), prince de l'empire de Russie, duc d'Ingermanland et généralissime.

## Personnalités
- Alexandre Danilovitch Menchikov (1672-1729)[2]
- Daria M. Menchikov (1682-1728)
- Maria Alexandrovna Menchikov (1711-1729)
- Alexandra Alexandrovna Menchikov (1712-1736)
- Alexander Alexandrovich Menchikov (1714-1764)
- Sergey Alexandrovitch Menchikov (1746-1815)
- Alexandre Sergueïevitch Menchikov (1787-1869)[1]
- Vladimir Alexandrovitch Menchikov (1816-1893)